# Biologisk antropologi
Biologisk antropologi, eller fysisk antropologi er et område i de antropologiske studier, der omhandler den biologiske evolution, genetiske arv, menneskelig tilpasningsevner og variation, primatologi, morfologi og den fossile arv af menneskelig evolution.
Biologisk antropologi blev udviklet i det 19. århundrede, før Alfred Russel Wallaces og Charles Darwins teorier om naturlig selektion og Gregor Mendels arbejde om genetik. Biologisk antropologi bliver kaldt således, da alt data bygger på fysiske beviser, såsom fossiler, specielt menneskelige knogler, men også dyreknogler. Da Darwins teori slog igennem, samt udviklingen af den moderne syntese, har antropologere haft adgang til nye former for data, og mange er begyndt at kalde sig selv for biologisk antropologer.
Uddannelsesmæssigt bliver biologisk antropologi udbudt på SDU under Naturvidenskab og Sundhedsvidenskab. Her er fokus primært den fossile arv fra mennesket, da SDU bl.a. har en af verdens største samlinger af middelalderfossiler fra Jylland og Fyn.